# Girardia tigrina
Espèce

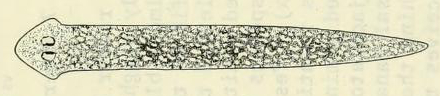

Girardia tigrina est une espèce de vers plats d'eau douce du genre Girardia et de la famille des Dugesiidae originaire d'Amérique.

## Description
Girardia tigrina mesure environ 10 mm de long. Sa tête possède deux oreillettes larges et courtes. Ses yeux se présentent sous la forme de deux tâches non pigmentées. La surface dorsale du corps compte de nombreux points colorés.

### Ploïdie
Girardia tigrina est haploïde (son numéro est alors 8), mais il existe des spécimens diploïdes (2n=16) ou triploïdes (3n=24).

## Distribution et écologie
Originaire d'Amérique, l'espèce a été accidentellement introduite en Europe et au Japon, où elle est devenue envahissante. Depuis qu'elle a été découverte en Europe en 1925, elle a été répertoriée dans de nombreux pays européens comme la France, l'Allemagne,, l'Italie, les Pays-Bas, la Roumanie ou le pays de Galles.
En Galles du Nord, il a été constaté que les espèces de vers plats Polycelis nigra et Polycelis tenuis se déplaçaient, du fait de la prise de monopole de Girardia tigrina, qui dispose d'une meilleure capacité d'exploitation de la nourriture disponible.

## Alimentation
Girardia tigrina est une espèce carnivore qui se nourrit d'oligochètes, d'isopodes, de chironomidés, d'escargots, de trichoptères ou d'éphéméroptères.

## Systématique
Le nom valide complet (avec auteur) de ce taxon est Girardia tigrina (Girard, 1850).
Girardia tigrina a pour synonyme :
- Dugesia jimi Martins, 1970
- Dugesia tigrina (Girard, 1850)
- Euplanaria tigrina (Girard, 1850)
- Girardia jimi Martins, 1970

### Publication originale
(en) Charles Frédéric Girard, « Description of North American Planariae », Proceedings of the Boston Society of Natural History, vol. 3, 1850, p. 264-265